# Airton Pedro Gurgacz
Airton Pedro Gurgacz (Cruz Machado, 21 de abril de 1957) é um empresário e político brasileiro filiado ao Partido Democrático Trabalhista (PDT) radicado em Rondônia. Atualmente é deputado estadual do estado de Rondônia. Anteriormente, exerceu o cargo de vice-governador de Rondônia.
Durante o período em que exerceu o mandato de vice-governador, também foi diretor geral do Detran-RO. Nessa condição, foi membro do Conselho Fiscal da Associação Nacional de Detrans.
É tio do senador Acir Gurgacz.

## Carreira política
Começou a carreira política em 2002 ao se candidatar a suplente de senador na chapa encabeçada por Eurípedes Miranda.
Nas eleições de 2010, candidatou-se a vice-governador de Rondônia na chapa encabeçada por Confúcio Moura, sendo eleito pela primeira vez.
Foi eleito deputado estadual em 2014 pelo PDT com um total de 9.176 votos. 
Enquanto Parlamentar Estadual, foi Presidente da Comissão de Defesa da Criança, Adolescente, Mulher e Idoso. Também é destacado na atuação parlamentar enquanto Vice-Presidente da Comissão de Transportes e Obras Públicas. 
Na eleição de 2018, fez 8.669 (1,06% dos válidos), não tendo sido eleito. 

Com o fim do mandato, retornou às atividades empresariais.